# Samsung SGH-C417
Samsung SGH-C417 là một điện thoại GSM bao gồm Bluetooth và máy ảnh tích hợp VGA. Điện thoại này mỏng và nhẹ, hỗ trợ đa phương tiện, với loa ngoài. Nó có sẵn độc quyền tại Mỹ thông qua đại lý ủy quyền Cingular.

## Tổng quan
SGH-417 được đánh giá 7.0 (3.5 sao) bởi CNET Chiếc điện thoại này được khen ngợi về thiết kế kiểu dáng đẹp và giá cả phải chăng.

## Liên kết
- SGH-417 Thông tin hỗ trợ và thông số (Samsung.com)